# Atletiek op de Olympische Zomerspelen 2016 – 110 meter horden mannen
De 110 meter horden mannen op de Olympische Zomerspelen 2016 in Rio de Janeiro vond plaats op 15 augustus (series) en 16 augustus 2016 (halve finales en finale). Regerend kampioen Aries Merritt kon zijn titel niet verdedigen omdat hij zich niet kwalificeerde bij de Amerikaanse Trials.

## Records
Voorafgaand aan het toernooi waren dit het wereldrecord en het olympisch record.
| Wereldrecord     | Aries Merritt | 12,80 | Brussel | 7 september 2012 |
| Olympisch record | Liu Xiang     | 12,91 | Athene  | 27 augustus 2004 |

Tijdens dit evenement zijn de volgende nationale records verbroken.
| Welk land | Atleet          | Tijd  |
| --------- | --------------- | ----- |
| Cyprus    | Milan Trajkovic | 13,31 |

## Tijdschema
| Datum                    | Tijd        | Onderdeel            |
| ------------------------ | ----------- | -------------------- |
| Maandag 15 augustus 2016 | 20:40       | Series               |
| Zondag 16 augustus 2016  | 20:40 22:45 | Halve finales Finale |

## Uitslagen
Legenda:

Q - Gekwalificeerd door eindplaats

q - Gekwalificeerd door eindtijd

SR - Beste tijd gelopen in seizoen voor atleet

PR - Persoonlijk record atleet

NR - Nationaal record van atleet

OR - Olympisch record

WR - Wereldrecord

DQ - Gediskwalificeerd

DNS - Niet gestart

DNF - Niet gefinisht

### Series
De eerste twee series waren in extreme weersomstandigheden, terwijl de andere pas werden gestart nadat het was opgeklaard. Hierdoor hadden de atleten uit de eerste en tweede series een nadeel ten opzichte van de rest. Als oplossing werd besloten dat de niet direct gekwalificeerden van die series nog een keer mochten lopen in een extra serie, dit om te proberen alsnog bij de tijd snelsten te horen.
Kwalificatieregels:
1. De vier snelsten van elke serie kwalificeerden zich direct voor de halve finales.
2. Van de overgebleven atleten kwalificeerden de 5 snelsten zich ook voor de halve finales.

#### Serie 1
| Positie | Baan | Atleet         | Land | Tijd           | Opmerking |
| ------- | ---- | -------------- | ---- | -------------- | --------- |
| 1       | 2    | Omar McLeod    | JAM  | 13,27          | Q         |
| 2       | 7    | Jeff Porter    | USA  | 13,50          | Q         |
| 3       | 9    | Jeffrey Julmis | HAI  | 13,66          | Q         |
| 4       | 8    | Antwon Hicks   | NGR  | 13,70          | Q         |
| 5       | 4    | Yeison Rivas   | COL  | 13,84          |           |
| 6       | 6    | Wataru Yazawa  | JPN  | 13,89          |           |
| 7       | 3    | Kame Ali       | MAD  | 14,89          | SR        |
| 8       | 5    | Alexander John | GER  | n/a            | DQ        |
|         |      |                |      | Wind: +0,1 m/s |           |

#### Serie 2
| Positie | Baan | Atleet           | Land | Tijd           | Opmerking |
| ------- | ---- | ---------------- | ---- | -------------- | --------- |
| 1       | 8    | Orlando Ortega   | ESP  | 13,32          | Q         |
| 2       | 3    | Balázs Baji      | HUN  | 13,52          | Q         |
| 3       | 5    | Milan Trajkovic  | CYP  | 13,59          | Q         |
| 4       | 2    | Johnathan Cabral | CAN  | 13,63          | Q         |
| 5       | 9    | Jhoanis Portilla | CUB  | 13,81          |           |
| 6       | 6    | Matthias Buhler  | GER  | 13,82          |           |
| 7       | 4    | Xaysa Anousone   | LAO  | 14,40          |           |
| 8       | 7    | Deuce Carter     | JAM  | n/a            | DQ        |
|         |      |                  |      | Wind: +0,4 m/s |           |

#### Serie 3
| Positie | Baan | Atleet                 | Land | Tijd           | Opmerking |
| ------- | ---- | ---------------------- | ---- | -------------- | --------- |
| 1       | 4    | Dimitri Bascou         | FRA  | 13,31          | Q         |
| 2       | 9    | Andrew Pozzi           | GBR  | 13,50          | Q         |
| 3       | 6    | Andrew Riley           | JAM  | 13,52          | Q         |
| 4       | 8    | João Vítor de Oliveira | BRA  | 13,63          | Q, SR     |
| 5       | 3    | Antonio Alkana         | RSA  | 13,64          | q         |
| 6       | 2    | Petr Svoboda           | CZE  | 13,65          | q         |
| 7       | 7    | Mikel Thomas           | TRI  | 13,68          |           |
| 8       | 5    | Eddie Lovett           | ISV  | 13,77          |           |
|         |      |                        |      | Wind: +1,4 m/s |           |

#### Serie 4
| Positie | Baan | Atleet                 | Land | Tijd           | Opmerking |
| ------- | ---- | ---------------------- | ---- | -------------- | --------- |
| 1       | 2    | Konstadinos Douvalidis | GRE  | 13,41          | Q         |
| 2       | 9    | Devon Allen            | USA  | 13,41          | Q         |
| 3       | 5    | Gregor Traber          | GER  | 13,50          | Q         |
| 4       | 6    | Yordan O'Farrill       | CUB  | 13,56          | Q         |
| 5       | 7    | Yidiel Contreras       | ESP  | 13,62          | q         |
| 6       | 4    | Ronald Forbes          | CAY  | 14,67          |           |
| 7       | 8    | Ahmad Hazer            | LIB  | 15,50          |           |
| 8       | 3    | Wilhem Belocian        | FRA  | n/a            | DQ        |
|         |      |                        |      | Wind: +0,1 m/s |           |

#### Serie 5
| Positie | Baan | Atleet                  | Land | Tijd           | Opmerking |
| ------- | ---- | ----------------------- | ---- | -------------- | --------- |
| 1       | 9    | Ronnie Ash              | USA  | 13,31          | Q         |
| 2       | 3    | Pascal Martinot-Lagarde | FRA  | 13,36          | Q         |
| 3       | 5    | Lawrence Clarke         | GBR  | 13,55          | Q         |
| 4       | 8    | Éder Antônio Souza      | BRA  | 13,61          | Q, SR     |
| 5       | 2    | Damian Czykier          | POL  | 13,63          | q         |
| 6       | 7    | Milan Ristic            | SRB  | 13,66          |           |
| 7       | 4    | Wenjun Xie              | CHN  | 13,69          |           |
| 8       | 6    | Sekou Kaba              | CAN  | 13,70          |           |
|         |      |                         |      | Wind: −0,2 m/s |           |

#### Serie 6 herkansingen
| Positie | Baan | Atleet           | Land | Tijd           | Opmerking |
| ------- | ---- | ---------------- | ---- | -------------- | --------- |
| 1       | 9    | Deuce Carter     | JAM  | 13,51          | q         |
| 2       | 4    | Yeison Rivas     | COL  | 13,87          |           |
| 3       | 6    | Wataru Yazawa    | JPN  | 13,88          |           |
| 4       | 8    | Matthias Buhler  | GER  | 13,90          |           |
| 5       | 2    | Alexander John   | GER  | 14,13          |           |
| 6       | 7    | Jhoanis Portilla | CUB  | n/a            | DQ        |
| 6       | 3    | Kame Ali         | MAD  | n/a            | DNS       |
| 6       | 5    | Xaysa Anousone   | LAO  | n/a            | DNS       |
|         |      |                  |      | Wind: −0,1 m/s |           |

### Halve finales
Kwalificatieregels:
1. De twee snelsten van elke halve finale kwalificeerden zich direct voor de finale.
2. Van de overgebleven atleten kwalificeerden de twee snelsten zich ook voor de finale.

#### Halve finale 1
| Positie | Baan | Atleet           | Land | Tijd           | Opmerking |
| ------- | ---- | ---------------- | ---- | -------------- | --------- |
| 1       | 7    | Orlando Ortega   | ESP  | 13,32          | Q         |
| 2       | 5    | Ronnie Ash       | USA  | 13,36          | Q         |
| 3       | 2    | Damian Czykier   | POL  | 13,50          |           |
| 4       | 6    | Balázs Baji      | HUN  | 13,52          |           |
| 5       | 4    | Andrew Pozzi     | GBR  | 13,67          |           |
| 6       | 3    | Deuce Carter     | JAM  | 13,69          |           |
| 7       | 8    | Yordan O'Farrill | CUB  | 13,70          |           |
| 8       | 9    | Jeffrey Julmis   | HAI  | n/a            | DQ        |
|         |      |                  |      | Wind: +0,5 m/s |           |

#### Halve finale 2
| Positie | Baan | Atleet                  | Land | Tijd           | Opmerking |
| ------- | ---- | ----------------------- | ---- | -------------- | --------- |
| 1       | 7    | Omar McLeod             | JAM  | 13,15          | Q         |
| 2       | 5    | Pascal Martinot-Lagarde | FRA  | 13,25          | Q         |
| 3       | 6    | Devon Allen             | USA  | 13,36          | q         |
| 4       | 9    | Johnathan Cabral        | CAN  | 13,41          | q         |
| 5       | 4    | Gregor Traber           | GER  | 13,43          |           |
| 6       | 8    | Lawrence Clarke         | GBR  | 13,46          |           |
| 7       | 2    | Antonio Alkana          | RSA  | 13,55          |           |
| 8       | 1    | Petr Svoboda            | CZE  | 13,67          |           |
| 9       | 3    | João Vítor de Oliveira  | BRA  | 13,85          |           |
|         |      |                         |      | Wind: −0,1 m/s |           |

#### Halve finale 3
| Positie | Baan | Atleet                 | Land | Tijd           | Opmerking |
| ------- | ---- | ---------------------- | ---- | -------------- | --------- |
| 1       | 5    | Dimitri Bascou         | FRA  | 13,23          | Q         |
| 2       | 8    | Milan Trajkovic        | CYP  | 13,31          | Q, NR     |
| 3       | 4    | Jeff Porter            | USA  | 13,45          |           |
| 4       | 6    | Andrew Riley           | JAM  | 13,46          |           |
| 5       | 7    | Konstadinos Douvalidis | GRE  | 13,47          |           |
| 6       | 3    | Yidiel Contreras       | ESP  | 13,54          |           |
| 7       | 2    | Antwon Hicks           | NGR  | 14,26          |           |
| 8       | 9    | Éder Antônio Souza     | BRA  | n/a            | DQ        |
|         |      |                        |      | Wind: +0,3 m/s |           |

### Finale
| Positie | Baan | Atleet                  | Land | Tijd           | Opmerking |
| ------- | ---- | ----------------------- | ---- | -------------- | --------- |
| Goud    | 5    | Omar McLeod             | JAM  | 13,05          |           |
| Zilver  | 7    | Orlando Ortega          | ESP  | 13,17          |           |
| Brons   | 6    | Dimitri Bascou          | FRA  | 13,24          |           |
| 4       | 4    | Pascal Martinot-Lagarde | FRA  | 13,29          |           |
| 5       | 3    | Devon Allen             | USA  | 13,31          |           |
| 6       | 2    | Johnathan Cabral        | CAN  | 13,40          |           |
| 7       | 8    | Milan Trajkovic         | CYP  | 13,41          |           |
| 8       | 9    | Ronnie Ash              | USA  | n/a            | DQ        |
|         |      |                         |      | Wind: +0,2 m/s |           |